# Alena Croft
Alena Croft (* 25. August 1981 in Arizona, USA) ist eine US-amerikanische Pornodarstellerin.

## Leben
Croft startete 2013 im Alter von 32 Jahren in der pornografischen Filmindustrie. Sie wurde aufgrund ihres Körpers und Alters als MILF-Darstellerin bekannt. Sie arbeitete für Studios wie Brazzers, Evil Angel, Jules Jordan Video, Metro, Zero Tolerance, Reality Kings, Lethal Hardcore.
2016 wurde sie bei den AVN Awards als MILF-Künstlerin des Jahres und beste Oralsex-Szene für Wet Food 6 nominiert. Im Jahr 2020 wurde sie bei den XBIZ Cam Awards als Best MILF Cam Model ausgezeichnet. Im April 2020 wurde sie von der Website Cams.com als „Model of the Year“ ausgezeichnet.
Sie hat mehr als 130 Filme gedreht.

## Auszeichnungen
- 2019: XBIZ Award Cam Award – Winner: Best MILF Cam Model

## Nominierungen
- 2016: AVN Award – MILF Performer of the Year
- 2016: AVN Award – Best Oral Sex Scene, Wet Food 6 (2015)
- 2016: AVN Award – Fan Award: Hottest MILF

## Filmografie (Auswahl)
- Pure MILF #13
- MILF Fantasy 3
- Filthy Moms
- Mom Knows Best 5
- Dirty Rotten Mother Fuckers 9
- Moms Bang Teens Vol. 26, 30, 31
- Moms Lick Teens Vol. 10
- MILF Issues
- Titty Creampies #9
- The Dark Side Of Alena Croft
- CFNM Vol. 2
- Dirty Masseur #14
- Magnificent Anal MILFs
- Feeding Frenzy 12
- The Brother Load 8
- Wet Food 6
- Drilling Mommy